# Caracter chinez
Caracterele chinezești sunt logograme folosite în scrierea limbii chineze și a altor limbi vorbite în Asia de Est. În chineza mandarină se cheamă hanzi (chineză simplificată: 汉字; chineză tradițională: 漢字). Au fost adaptate pentru scrierea unor alte limbi, incluzând limba japoneză, în care se cheamă „kanji”, limba coreeană, în care se cheamă „Hanja”, și limba vietnameză, într-un sistem numit „chữ Nôm”. Caracterele chinezești sunt unul din cele mai vechi sisteme de scriere încă folosite. Prin adopția lor pe scară largă în estul Asiei, ele se numără printre cele mai folosite sisteme de scriere din lume.
Există zeci de mii de caractere chinezești, dar majoritatea sunt doar variante grafice minore întâlnite în textele istorice. Studiile făcute în China au arătat că majoritatea textelor se pot citi cunoscând doar 3.000–4.000 de caractere. În Japonia, se învață 2.136 de caractere în școala secundară (Jōyō kanji), însă încă câteva mii se folosesc în viața de zi cu zi. Există mai multe liste naționale de caractere, forme și pronunții. Formele simplificate ale unor caractere se folosesc în China, Singapore și Malaezia, iar formele tradiționale încă se folosesc în Taiwan, Hong Kong, Macao și, într-o anumită măsură, în Coreea de Sud. În Japonia, caracterele comune se scriu în forme specifice simplificate (shinjitai), mai apropiate de formele tradiționale decât caracterele simplificate, iar caracterele rare se scriu în forme tradiționale (kyūjitai), care sunt practic identice cu formele tradiționale chineze. În Coreea de Sud, atunci când sunt folosite, sunt în forma tradițională și sunt aproape identice cu cele folosite în Taiwan și Hong Kong. Învățarea caracterelor chinezești în Coreea de Sud începe în clasa a șaptea și se termină în clasa a douăsprezecea. În total se învață 1.800 de caractere, deși acestea nu se folosesc în viața de zi cu zi, iar folosirea lor dispare încet.
În limba chineză veche, mai multe cuvinte erau morfosilabice și exista o corespondență strânsă între caractere și cuvinte. În chineza modernă, caracterele nu corespund neapărat cuvintelor; de fapt, majoritatea cuvintelor moderne sunt alcătuite din două sau mai multe caractere. Mai degrabă, un caracter corespunde aproape întotdeauna unei singure silabe , care este și un morfem. Totuși, există câteva excepții de la această regulă, cum ar fi morfeme bisilabice (scrise cu două caractere), silabe bimorfemice (scrise cu două caractere) și cazuri în care un singur caracter reprezintă un cuvânt polisilabic sau o frază.
Chineza modernă are multe omofone; astfel aceeași silabă vorbită poate fi reprezentată de mai multe caractere, după înțeles. Un singur caracter poate avea mai multe înțelesuri, uneori destul de diferite; ocazional acestea corespund unor pronunții diferite. Cuvintele de aceeași origine (cognatele) din dialectele limbii chineze se scriu în general cu același caracter. Ele au același sens, dar pronunții destul de diferite. În alte limbi, cel mai important în japoneză, caracterele chineze se folosesc pentru a scrie împrumuturi chinezești, pentru a reprezenta cuvinte native ignorând pronunția și ca elemente pur fonetice bazate pe pronunția lor în varietatea de limbă chineză din care au fost luate. Aceste adaptații străine ale pronunției chineze se numesc „pronunții sinoxenice”, și au fost folositoare în reconstruirea chinezei mijlocii.

## Caractere și cuvinte ale limbii
| 啊 爱 安 暗 按 八 把 爸 吧 白 百 拜 班 般 板 半 办 帮 包 保 抱 报 爆 杯 北 被 背 备 本 鼻 比 笔 避 必 边 便 遍 辨 变 标 表 别 病 并 补 不 部 布 步 才 材 采 彩 菜 参 草 层 曾 茶 察 查 差 产 长 常 场 厂 唱 车 彻 称 成 城 承 程 吃 冲 虫 出 初 除 楚 处 川 穿 传 船 窗 床 创 春 词 此 次 从 村 存 错 答 达 打 大 带 待 代 单 但 淡 蛋 当 党 导 到 道 的 得 灯 等 低 底 地 第 弟 点 典 电 店 掉 调 丁 定 冬 东 懂 动 都 读 独 度 短 断 段 对 队 多 朵 躲 饿 儿 而 耳 二 发 乏 法 反 饭 范 方 房 防 访 放 非 飞 费 分 坟 份 风 封 夫 服 福 府 父 副 复 富 妇 该 改 概 敢 感 干 刚 钢 高 搞 告 哥 歌 革 隔 格 个 给 跟 根 更 工 公 功 共 狗 够 构 姑 古 骨 故 顾 固 瓜 刮 挂 怪 关 观 官 馆 管 惯 光 广 规 鬼 贵 国 果 过 还 孩 海 害 含 汉 好 号 喝 河 和 何 合 黑 很 恨 红 后 候 呼 忽 乎 湖 胡 虎 户 互 护 花 华 划 画 化 话 怀 坏 欢 环 换 黄 回 会 婚 活 火 或 货 获 机 鸡 积 基 极 及 集 级 急 几 己 寄 继 际 记 济 纪 技 计 季 家 加 假 架 价 间 简 见 建 健 件 江 将 讲 交 饺 脚 角 叫 教 较 接 街 阶 结 节 解 姐 介 界 今 金 斤 仅 紧 近 进 尽 京 经 精 睛 景 静 境 究 九 酒 久 就 旧 救 居 局 举 句 具 据 剧 拒 觉 绝 决 军 开 看 康 考 靠 科 可 课 刻 客 肯 空 孔 口 苦 哭 快 筷 块 况 困 拉 来 浪 劳 老 乐 了 累 类 冷 离 李 里 理 礼 立 丽 利 历 力 例 连 联 脸 练 凉 两 辆 亮 量 谅 疗 料 烈 林 零 〇 领 另 留 流 六 龙 楼 路 旅 绿 虑 论 落 妈 马 吗 买 卖 满 慢 忙 毛 么 没 美 每 门 们 猛 梦 迷 米 密 面 民 名 明 命 某 母 木 目 拿 哪 那 男 南 难 脑 闹 呢 内 能 你 年 念 娘 鸟 您 牛 农 弄 怒 女 暖 怕 排 派 判 旁 跑 培 朋 皮 篇 片 票 品 平 评 漂 破 普 七 期 骑 其 奇 齐 起 气 汽 器 千 前 钱 强 墙 桥 巧 切 且 亲 轻 青 清 情 请 庆 穷 秋 求 球 区 取 去 趣 全 缺 却 确 然 让 扰 热 人 认 任 日 容 肉 如 入 三 色 杀 山 善 商 伤 上 少 绍 蛇 设 社 谁 身 深 什 神 甚 生 声 升 省 师 诗 十 时 识 实 食 始 使 史 是 事 市 室 示 似 视 适 式 士 试 世 势 收 手 守 首 受 书 舒 熟 数 术 树 双 水 睡 顺 说 思 司 私 死 四 送 诉 算 虽 随 岁 碎 所 索 他 她 它 台 太 态 谈 特 疼 提 题 体 替 天 田 条 铁 听 挺 停 通 同 统 头 突 图 土 团 推 托 外 完 玩 晚 碗 万 王 往 忘 望 为 围 委 位 卫 味 温 文 闻 问 我 屋 无 五 午 武 舞 物 务 西 息 希 析 习 喜 洗 细 系 下 吓 夏 先 鲜 显 现 线 限 香 乡 相 想 响 象 向 像 项 消 小 校 笑 效 些 鞋 写 谢 新 心 信 星 行 形 醒 姓 兴 幸 性 休 修 需 许 续 选 学 雪 血 寻 牙 呀 言 研 颜 眼 演 验 阳 羊 养 样 要 药 爷 也 夜 叶 业 一 医 衣 依 疑 以 已 意 义 艺 忆 易 议 因 音 阴 印 应 英 影 硬 映 用 优 由 油 有 友 又 右 鱼 于 语 雨 与 遇 育 欲 元 园 原 员 园 远 院 愿 约 月 越 云 运 杂 在 再 咱 早 造 则 怎 增 展 站 张 丈 章 招 找 照 者 这 着 真 诊 正 整 政 证 知 之 支 织 直 职 值 只 指 纸 止 至 制 治 致 志 中 钟 终 种 重 众 周 洲 州 竹 主 住 祝 注 著 助 专 转 庄 装 壮 准 资 子 仔 字 自 总 走 租 族 足 组 嘴 最 昨 左 作 做 坐 座 |

În limba chineză clasică, cea mai mare parte din cuvinte erau monosilabice, și exista o corespondență netă între  un caracter chinez și un cuvânt din limbă.

## Principii de formare

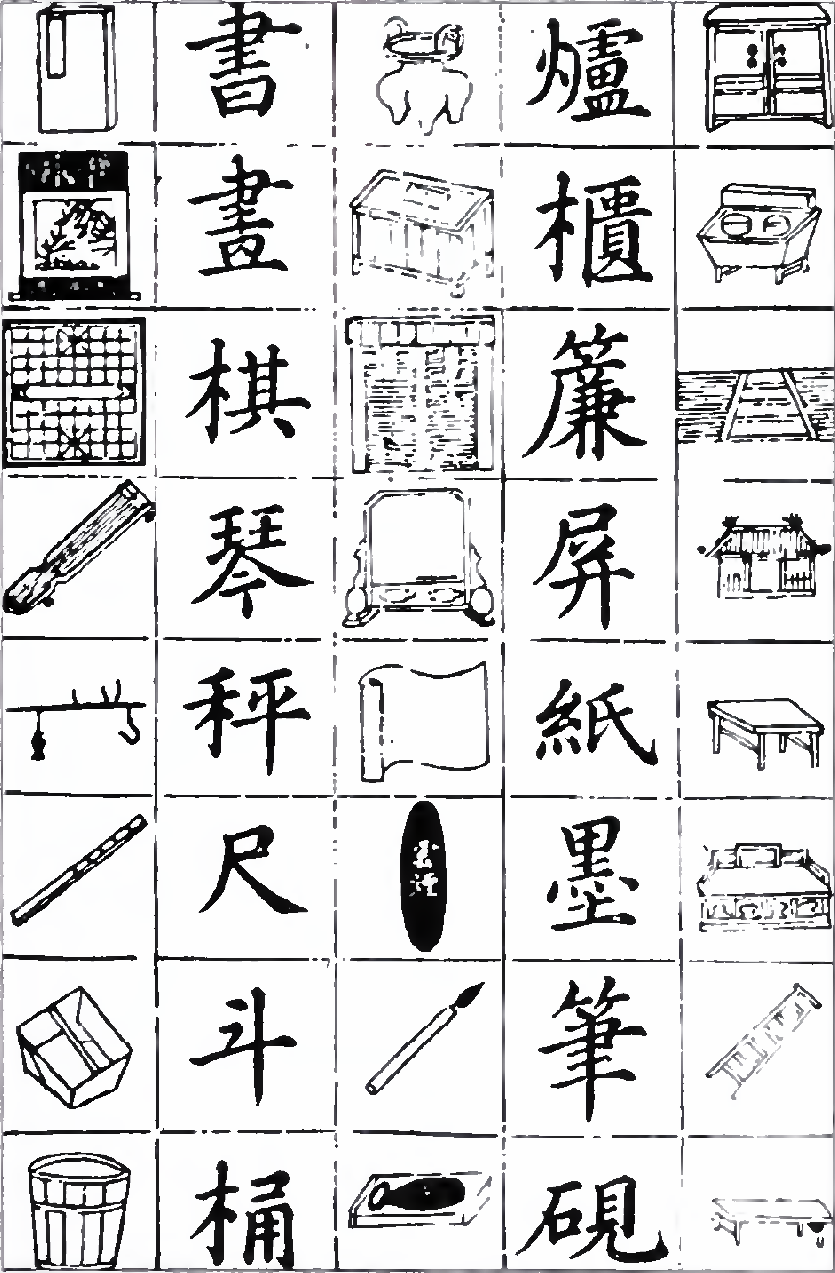
Fragment dintr-un abecedar din 1436